# Coming Home (пісня Firelight)
«Coming Home» (укр. «Повертаючись додому») — пісня мальтійського гурту «Firelight», з якою він представляв Мальту на пісенному конкурсі Євробачення 2014 у Копенгагені, Данія. У фіналі конкурсу пісня набрала 32 бали та посіла 23 місце.